# Familie 1

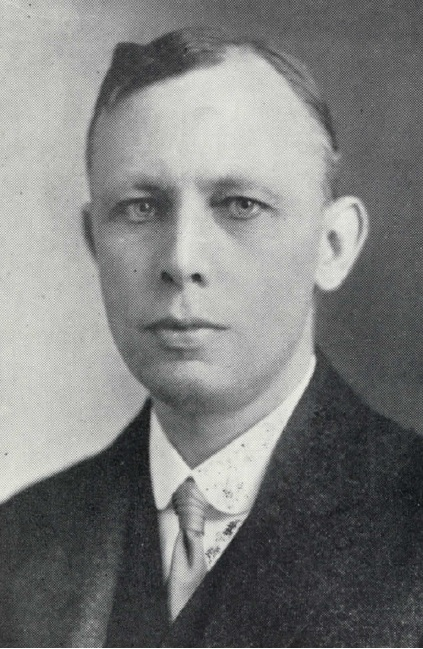
Kirsopp Lake c. 1914

Met Familie 1 wordt een groep Griekse handschriften van de Evangeliën aangeduid. De handschriften zijn vervaardigd tussen de 12e en de 15e eeuw, en hebben een aantal bijzondere tekstvarianten gemeenschappelijk. Ze plaatsen bijvoorbeeld het verhaal van Jezus en de op overspel betrapte vrouw in Johannes na hoofdstuk 21:25 (in onze bijbel staat het in Johannes 7:53-8:11). Men neemt aan dat de handschriften van familie 1 alle afstammen van een in unciaal (met hoofdletters geschreven) handschrift, dat waarschijnlijk uit de 7e eeuw dateert. Familie 1 dankt zijn naam aan een in minuskel (cursief geschreven) handschrift 1 dat in Bazel bewaard wordt.
De gemeenschappelijke eigenschappen van familie 1 zijn het eerst ontdekt in vier handschriften.

## Geschiedenis
Het eerste artikel over familie 1 verscheen in het jaar 1902, in een boek van Kirsopp Lake. Lake had vier Griekse in minuskel (in schuinschrift geschreven) handschriften met elkaar vergeleken en duidelijk aangetoond dat ze een gemeenschappelijke oorsprong hadden. Zijn werk Codex 1 of the Gospels and its Allies (Codex 1 van de evangeliën en zijn bondgenoten), was de eerste wetenschappelijke poging om het verloren handschrift te achterhalen, waarvan deze handschriften afstammen.
Lake vergeleek vier minuskelhandschriften met elkaar:
- Minuskel 1 (Öffentliche Bibliothek der Universität Basel, A. N. IV. 2, te Bazel),
- Minuskel 118 (Bodleian Library Auct. D. inf. 2. 17, te Oxford),
- Minuskel 131 (Biblioteca Apostolica Vaticana Vat. gr. 360, te Vatican),
- Minuskel 209 (Biblioteca Marciana, Gr. Z 10 (394), te Venetië, Italië),

In 1924 stelde B.H. Streeter voor dat ´´Familíe 1´´ moest worden beschouwd als tak van een apart Caesareaans teksttype, dat op een aantal punten af zou wijken van zowel het Byzantijnse, het Westerse als het Alexandrijnse teksttype. Deze visie wordt door sommige, maar niet door alle deskundigen gedeeld.